# ワタリウム美術館
ワタリウム美術館（ワタリウムびじゅつかん、Watari Museum of Contemporary Art）は東京都渋谷区の通称キラー通りにある、国際的なコンテンポラリーアートを多く展示する私設美術館である。

## 概要
名前は開館時の館長で前身の現代美術画廊ギャルリー・ワタリの創設者である和多利志津子（1932 - 2012, 富山県小矢部市出身）、志津子の娘と息子であるキュレーターの和多利恵津子・和多利浩一から取られている。ギャルリー・ワタリを前身として、1990年（平成2年）9月に開館した。
和多利浩一の妻の和多利月子（1960 - ）も美術館ディレクターであり、実家の祖父である山田寅次郎（オスマン帝国相手の貿易商で茶道宗徧流家元）についての研究書を刊行している。
建築設計はスイスの建築家マリオ・ボッタによっており、1985年から手がけられた建築プロジェクトの経緯は、ワタリウムにおける展覧会のカタログ『Mario Botta: Watari-Um Project in Tokyo 1985-1990』にまとめられている。建物は地上5階建てで、1階と地下にミュージアムショップ「オン・サンデーズ」があり、過去の展示会のカタログのほか、ポストカードや芸術書などを販売している。「オン・サンデーズ」は、現在の美術館が開館する以前の1980年（昭和55年）から同じ場所で営業している。

## アクセス
- 東京都渋谷区神宮前3-7-6

東京メトロ銀座線外苑前駅から徒歩8分。

## 関連文献
- 『夢みる美術館計画　ワタリウム美術館の仕事術』日東書院、2012年

和多利志津子／和多利恵津子／和多利浩一。ISBN 978-4528010574